# 반비텔리역
반비텔리 (Vanvitelli) 역은 이탈리아 나폴리 지하철 1호선의 역이다. 보메로 구역의 반비텔리 광장에 위치해 있다.

## 상세
미켈레 카포비앙코가 설계하였다. 1993년 영업에 들어갔으며, 나중에 미켈레 카포비앙코와 그의 아들 로렌초 카포비앙코가 아킬레 보니토 올리바의 조언을 받아 근본적인 리모델링을 거쳤다.
반비텔리 역의 출구는 반비텔리 광장의 네 구역과 치마로사 로에 각각 위치해 있다. 또 역내에는 키아이아 선과 첸트랄레 선으로 향하는 환승통로가 있다. 첸트랄레 방면 환승통로에는 무빙워크도 설치되어 있다. 홈으로 내려가는 계단과 에스컬레이터 두 개가 출구와 직결되어 있으며, 엘리베이터로도 나갈 수 있다.

## 시설
이 역에는 다음과 같은 시설이 있다.
- 매표소
- 매표기

## 환승
- 버스 정류장